# Casa Dymaxion

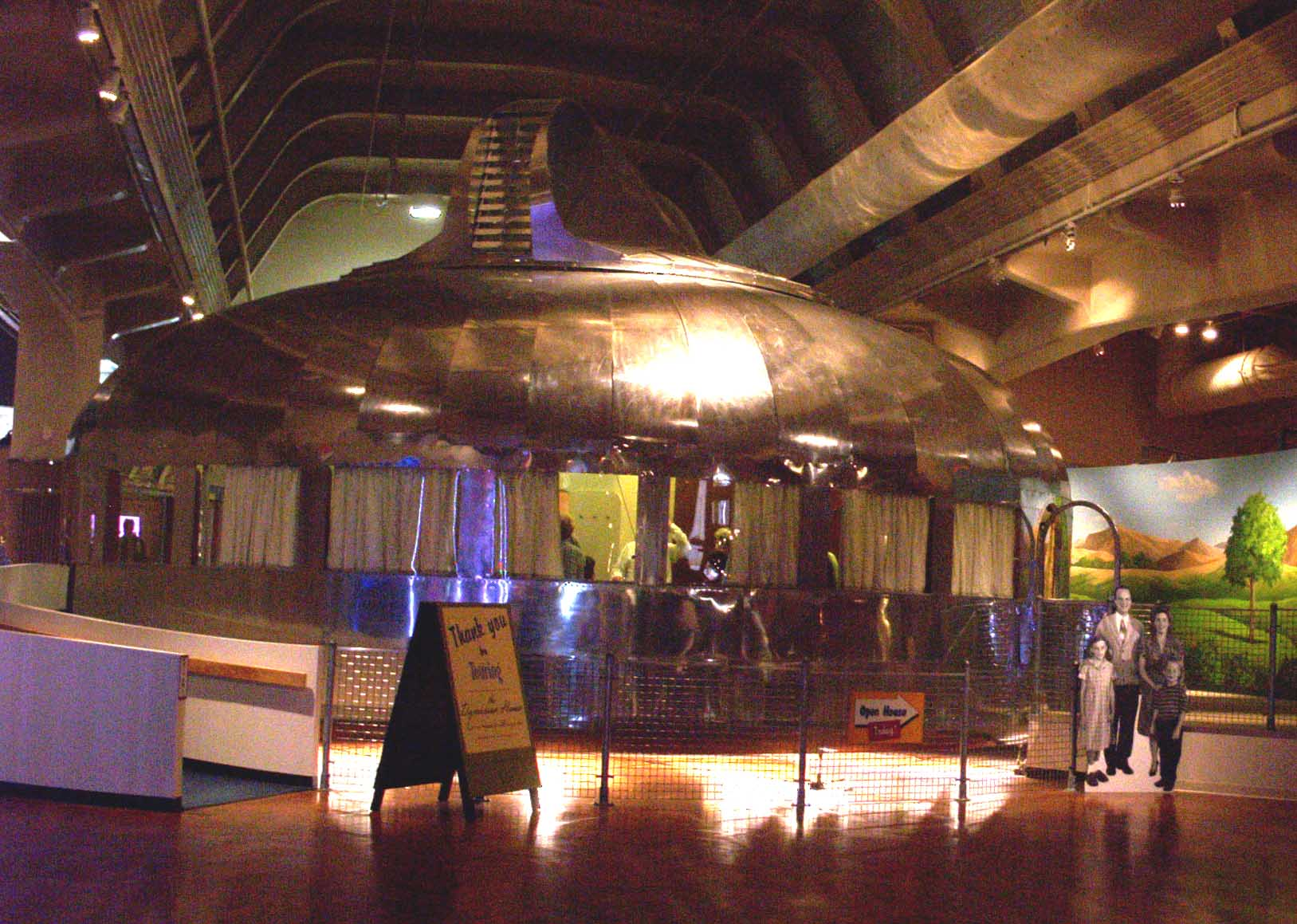
A casa Dymaxion instalada no Henry Ford Museum

A casa Dymaxion foi desenvolvida pelo inventor Buckminster Fuller para corrigir falhas que tinha encontrado nas técnicas de construção existentes. Fuller desenhou muitas versões diferentes da casa em momentos diferentes, havendo kits prefabricados que se montavam in situ, desenhados para ser adequados a qualquer lugar ou envolvente e para usar os recursos de forma eficiente. Uma consideração importante no desenho foi a facilidade de transporte e montagem.